# Euscheid
Euscheid ist eine Ortsgemeinde im Eifelkreis Bitburg-Prüm in Rheinland-Pfalz. Sie gehört der Verbandsgemeinde Arzfeld an.

## Geographie
Euscheid liegt rund fünf Kilometer nordöstlich von Arzfeld auf einem von Südwesten nach Nordosten zum Kelsbach, einem Zufluss der Prüm, abfallenden Gelände. Die Ortschaft umfasst Höhenlagen zwischen 465 m ü. NHN und 490 m ü. NHN, südwestlich erhebt sich der Enkelsberg (503 m ü. NHN). Naturräumlich lässt sich das zu drei Vierteln landwirtschaftlich genutzte Gemeindegebiet der gewellten und nahezu waldfreien Arzfelder Hochfläche in der Westeifel zurechnen. Die Ortschaft wird von der Kreisstraße 118 zwischen Lünebach und Üttfeld durchquert. Zu Euscheid gehört der Weiler Hofswald.
Euscheid grenzt (im Uhrzeigersinn) an die Ortsgemeinden Masthorn, Lünebach, Strickscheid, Lichtenborn und Üttfeld.

## Geschichte

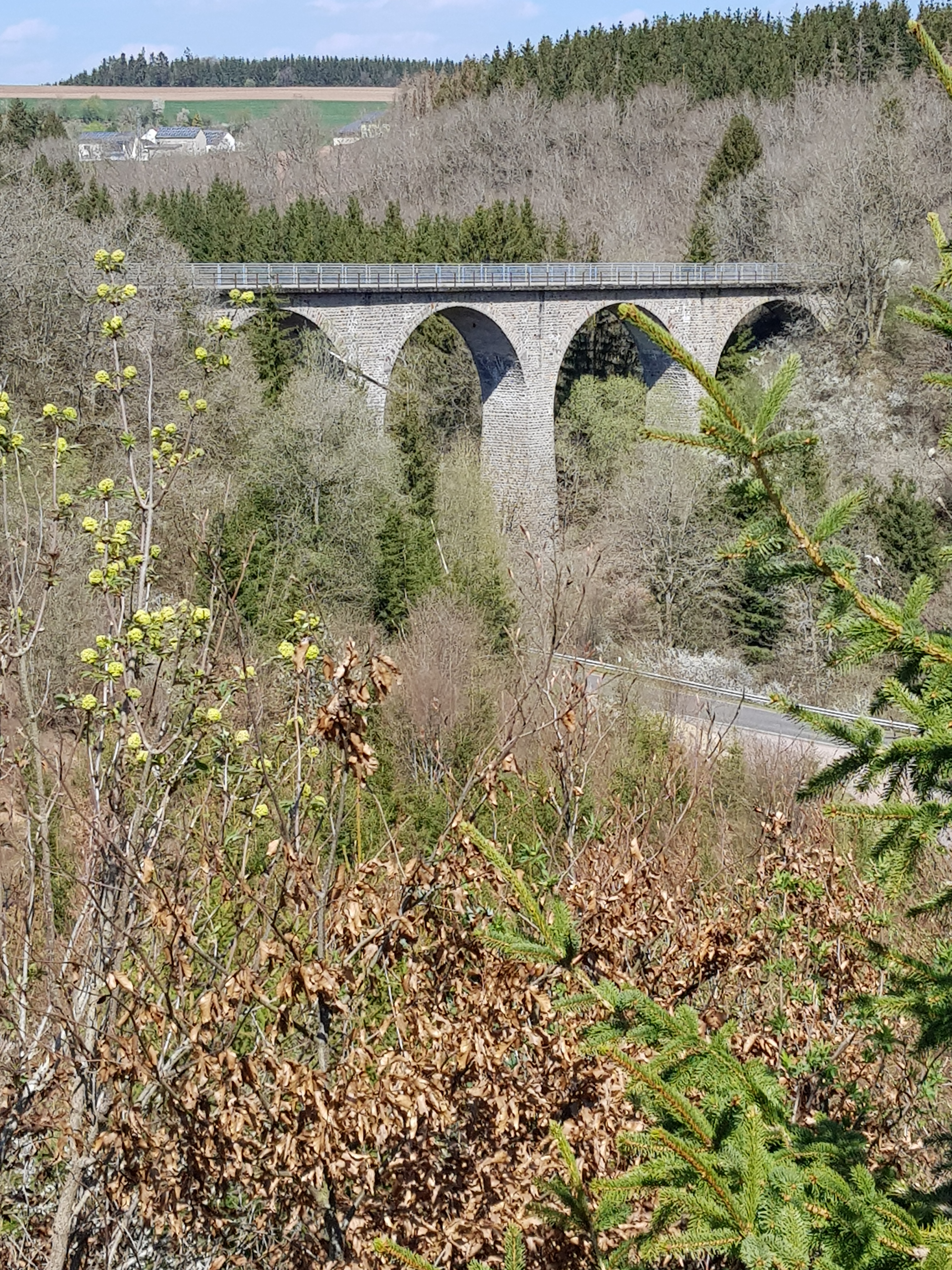
Euscheider Viadukt

Ein keltischer Grabhügel und römerzeitliche Funde weisen auf eine schon frühe Besiedlung der Gemarkung hin. Südlich des Ortes stieß man auf römische Brandgräber des 1. und 2. Jahrhunderts n. Chr. Aus diesen Gräbern konnten Münzen, Terra Sigillata sowie Terrakotta-Fragmente als Beigaben geborgen werden. Diese befinden sich nun im Rheinischen Landesmuseum Trier.
Die Entstehung des Orts kann durch die Namensendung „-scheid“ auf das 12./13. Jahrhundert vermutet werden. Eine erste urkundliche Erwähnung ist aus dem Jahr 1489 nachgewiesen. Euscheid gehörte bis zum Ende des 18. Jahrhunderts zum Kondominium Pronsfeld. Während der französischen Besetzung Ende des 18./Anfang des 19. Jahrhunderts gehörte der Ort zum Wälderdepartement. Nach Ende der Besatzung wurde Euscheid 1815 bzw. 1822 unter preußischer Herrschaft dem Kreis Prüm und der Bürgermeisterei Lünebach zugeordnet, später der Amtsbürgermeisterei Waxweiler.
Mit der Eröffnung der Bahnstrecke Pronsfeld–Neuerburg erhielt Euscheid 1907 einen Haltepunkt.
Im Zuge der Kreisgebietsreform in Rheinland-Pfalz 1970 kam der Ort zur Verbandsgemeinde Arzfeld.
Bevölkerungsentwicklung
Die Entwicklung der Einwohnerzahl von Euscheid, die Werte von 1871 bis 1987 beruhen auf Volkszählungen:
| Jahr | Einwohner |
| ---- | --------- |
| 1815 | 29        |
| 1835 | 44        |
| 1871 | 83        |
| 1905 | 168       |
| 1939 | 153       |
| 1950 | 151       |

| Jahr | Einwohner |
| ---- | --------- |
| 1961 | 132       |
| 1970 | 133       |
| 1987 | 127       |
| 1997 | 148       |
| 2005 | 154       |
| 2017 | 139       |

## Politik

### Bürgermeister
Thomas Mertens wurde 2024 Ortsbürgermeister von Euscheid.
Der Vorgänger war Rainer Probst. Bei der Direktwahl am 26. Mai 2019 wurde er mit einem Stimmenanteil von 94,12 % für weitere fünf Jahre in seinem Amt bestätigt.
Der Vorgänger von Probst, Willi Heckemanns, hatte das Amt seit 1999 ausgeübt.

### Wappen
| Wappen von Euscheid | Blasonierung: „Gespalten von Grün und Blau durch eingeschweifte silberne Spitze, darin enthalten rote Eiche mit schwarzen Fruchtständen, vorn goldene Glocke mit Krone darunter silbernes Arkadenfragment, hinten silberne zum Handschlag verschränkte Hände darunter goldenes Arkadenfragment.“ |
| Wappen von Euscheid | Wappenbegründung: Euscheid leitet sich namentlich von Rodungen im Eichenwald ab, welche im 12. und 13. Jahrhundert stattfanden. Daher ist redend mittig eine stilisierte Eiche mit Fruchtständen dargestellt. Im Ortskern selbst wachsen noch Eichen, mit denen sich die Bewohner identifizieren. Vorn befindet sich eine Kirchenglocke mit Krone, welche aus dem Geläut der Kirche in Lünebach stammt, und aufgeständert von den Bürgern mit Hilfe eines eigens gegründeten Vereins funktionstüchtig gepflegt wird. Hinten symbolisieren zwei ineinander verschränke Hände die Fairness der Handwerksbetriebe, den fairen Sport des Fußballvereins Rasenhobel und das faire gemeindliche Leben im Ort. Die jeweils darunter dargestellten Arkadenfragmente verbinden sich dem Betrachter optisch zur Gesamtheit des ehemaligen Eisenbahnviaduktes, welches in seiner filigranen architektonischen Ausprägung gewissermaßen das Tor von und nach Euscheid bildet. Die wappenbedingte Unterbrechung des Viaduktes betont die Außerkraftsetzung durch den Rückbau der Eisenbahntrasse hin zu einem stark frequentierten Rad- und Wanderweg. Obschon das Viadukt auf der Gemarkung des Nachbarortes Strickscheid liegt, ist es aus der visuellen Wahrnehmung der Bewohner von Euscheid nicht wegzudenken. Wappenentwurf: Thilo Stobbe, Manderscheid (Islek). Das Wappen der Ortsgemeinde Euscheid wurde am 10. April 2024 vom Landrat des Eifelkreises Bitburg-Prüm, Andreas Kruppert, verliehen. |

## Sport
In Euscheid gibt es einen Sportverein mit dem Namen FZM Rasenhobel Euscheid. Es handelt sich um eine reine Freizeitmannschaft, die auf etlichen Sportfesten im Umkreis ihre Spiele bestreitet. Die Mannschaft trainiert auf dem Sportplatz von Euscheid, wo sie einmal jährlich am zweiten Wochenende im August ein Sportfest veranstaltet.

## Verkehr
Euscheid liegt unweit der Bundesstraße 410 Mayen – belgische Grenze. Die nächste Autobahnanschlussstelle ist Prüm an der Autobahn 60, etwa zehn Kilometer nordöstlich von Euscheid.
Die nächstgelegene Bahnstation ist Mürlenbach an der Bahnstrecke Hürth-Kalscheuren–Ehrang. Die Bahnstrecke Pronsfeld–Neuerburg, die bei Euscheid einen Haltepunkt hatte, ist stillgelegt.